# Vincent Courdouan

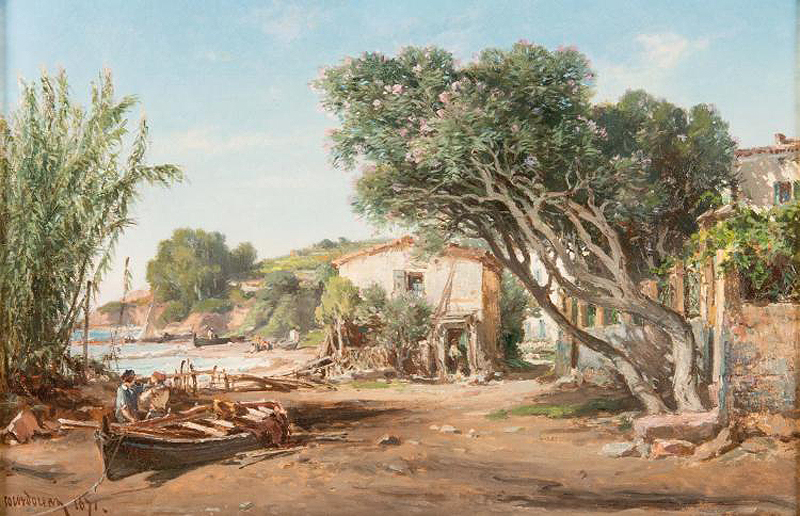
Dorflandschaft (1871)

Vincent Courdouan (* 7. März 1810 in Toulon; † 8. Dezember 1893 ebenda) war ein französischer Marine- und Landschaftsmaler.

## Leben
Courdouan lernte ab 1822 Zeichnen bei Pierre Letuaire (1798–1885) und trat dann in die École des Beaux-Arts de la Marine (Schule der Schönen Künste der Marine) ein, die von dem Bildhauer Félix Brun (1763–1831) geleitet wurde. 1826 beschloss er, Künstler zu werden. Er reiste 1829 nach Paris und trat in das Atelier des Malers Jean-Baptiste Paulin Guérin ein. Zudem wurde er Schüler von Jean Nicolas Laugier. 
Nach der Rückkehr nach Toulon, wo er sich dauerhaft niederließ, wurde er 1833 zum Mitglied der Académie du Var gewählt. 1836 besuchte er Paris, wo er Horace Vernet, Léopold Robert und Théodore Gudin traf. Von 1840 bis 1860 bildete er viele Schüler aus. 1844 besuchte er Neapel und unternahm 1847 eine Reise nach Algerien.
1849 wurde Courdouan zum Professor an der École de la Marine in Toulon berufen, 1852 mit der Ehrenlegion von Napoleon III. ausgezeichnet und 1857 zum Ehrendirektor des Touloner Museums ernannt.
Im Alter von 53 Jahren heiratete Courdouan 1863 in Toulon Clara Martin, eine seiner Schülerinnen.
1866 unternahm er eine Reise nach Ägypten.